# 骸骨の踊り
『骸骨の踊り』（がいこつのおどり、原題: The Skeleton Dance）は、1929年のシリー・シンフォニーの短編アニメ作品。
ウォルト・ディズニーが製作・監督し、アブ・アイワークスがアニメーションを手がけた。4体の骸骨が不気味な墓地の周りで踊り、音楽を奏でるストーリーで、中世ヨーロッパの「死の舞踏」の絵画を現代映画で表現したもの。『シリー・シンフォニー』シリーズの第1作で、映像やキャラクターがメインであり音楽があくまで映像の補佐役であったミッキーマウスの短編シリーズに対し、映像が音楽の説明役であり音楽を重視して製作された。
1993年、ディズニーランドに「ミッキーのトゥーンタウン」がオープンしたのに合わせ、本作の音楽をアレンジしたものがBGMに使用された。本作の著作権は1957年に更新され、2025年1月1日にアメリカでパブリックドメインとなる。

## ストーリー
満月を前に、枝にとまったフクロウが、腹を膨らませたり縮ませたりしながら、長い鳴き声をあげるところから始まる。フクロウの右側から枝が現れ、不吉な手になって触れようとするため、フクロウは怯える。続いて、教会を背景に誰もいない墓地が映し出される。教会の前には幹があり、いくつもの枝が風で動いている。教会の時計が0時を指し、鐘が鳴ると、コウモリの一団が鐘楼から逃げ出す。最後の2匹のコウモリが画面に向かって飛ぶと、クモが木から落ちて右へ這い、画面の外へ去っていく。
イヌが月に吠えながら膨らんだり縮んだりし、2匹のネコが墓をめぐって争う。墓の中から骸骨が現れ、恐怖を感じたネコたちは逃げ出す。骸骨は歩き、走り、飛び跳ねる。フクロウの鳴き声を聞いた骸骨は怖くなり、墓の後ろに隠れる。フクロウの鳴き声に過剰に驚いたことに腹を立てた骸骨は、首から頭を外してフクロウにぶつけ、フクロウの羽を叩き落とす。その後、頭は墓に跳ね返り、体に戻る。墓の中には4体の骸骨がおり、危険がないことを確認する。この後、骸骨たちは墓から出てきて踊り始める。そして、そのうちの1体がパートナーの1体から2本の骨を取り出し、その背骨、脊椎骨、頭部で演奏して音楽を奏でる。別の骸骨は、猫の尻尾をヴァイオリンの絃ように使い音楽を奏でる。雄鶏の鳴き声が夜明けを告げている。骸骨たちは慌てて隠れようとするが、体がぶつかり合って混ざり合ってしまう。混ざり合った骸骨たちは墓に戻る。しかし、骸骨の1体が脚を残していったので、墓場から手が出てきて脚をつかむ。

## 製作
本作の起源は、ウォルト・ディズニーがミッキーマウスを主人公にした新作アニメの配給契約の手配と、初のサウンドアニメ『蒸気船ウィリー』のサウンドトラック録音のためにニューヨークに向かっていた1928年半ばに遡る。カンザスシティに立ち寄ったディズニーは、当時イシス劇場のオルガニストだった旧知のカール・スターリングを訪ね、最初のミッキー短編2作『プレーン・クレイジー』と『ギャロッピン・ガウチョ』の作曲を依頼した。その頃、スターリングはディズニーに音楽とアニメーションを組み合わせた「ミュージカル・ノベルティ・アニメ」のシリーズを提案し、これが後に『シリー・シンフォニー』シリーズの起源となる。スタリングはやがてディズニーのスタジオにスタッフ作曲家として加わることになる。
1929年1月に製作が始まり、アブ・アイワークスがほぼ6週間で作品の大部分をアニメ化した。サウンドトラックは1929年2月にニューヨークのパット・パワーズのシネフォン・スタジオで、ミッキーマウスの短編『ミッキーのオペラ見学』のサウンドトラックとともに録音された。最終ネガの製作費は5,485.40ドル。

## 作品の評価
『バラエティ』は、1929年7月17日付で、「タイトルはストーリーを物語っているが、このサウンド付き短編アニメに含まれる笑いの数は語っていない。その数は多い。ピークに達するのは、1体の骸骨が、1対の太ももの骨をハンマーに見立て、シロフォンの要領でもう1体の骸骨の背骨を弾くときだ。完璧なタイミングのシロフォンの伴奏が効果を完成させる。骸骨たちは蹄を鳴らしてはしゃぐ。1匹はフクロウに頭蓋骨を投げつけ、フクロウの羽を叩き落とす。4人の骸骨たちは、遠吠えのようなユニゾン・ルーティンをする。フィニッシュを決めるために、夜明けに雄鶏が鳴く。一夜を明かした骸骨たちは近くの墓に飛び込み、蓋を引き下げる。そこに、なぜか取り残された一対の足がやってくる。スラブを蹴り、骨ばった腕が彼らを引き込もうと手を伸ばす。舞台はすべて墓場。子供を連れてきてはいけない」と書いた。
『フィルム・デイリー』は、1929年7月21日付で、「ここに、これまでスクリーンに映し出された漫画の中で最も斬新な題材のひとつがある。たくさんの骸骨たちが、自分たちの骨で笑いをとっているのだ。彼らは木琴のナンバーを演奏し、1体が他の人の背骨の上で曲を演奏する。舞台はすべて墓地で、雰囲気のためにフクロウと雄鶏が登場し、最初から最後まで吠え続ける」と書いた。
1994年、本作は、アニメ関係者の投票により、「史上最も偉大な50作品（The 50 Greatest Cartoons）」の第18位に選ばれた。

## 封切り
『シリー・シンフォニー』シリーズのアメリカでの配給会社を誘致するため、ウォルトとロイ・O・ディズニーは、1929年6月にロサンゼルスのカーテイ・サークル・シアターとサンフランシスコのフォックス・シアターで本作を上演するよう手配し、パット・パワーズは7月からニューヨークのロキシー・シアターで上演するよう手配した。8月上旬、コロンビア ピクチャーズがシリー・シンフォニーを配給することに同意し、本作はコロンビア公開作品として9月にロキシー劇場で上演された。
1931年3月、『ニューヨーク・タイムズ』は、本作が不気味すぎるという理由でデンマークで上映禁止になったと報じた。

### ホームメディア
アメリカでは、2001年12月4日にリリースの『Walt Disney Treasures Silly Symphonies - The Historic Musical Animated Classics』と、2002年12月2日にリリースの『Walt Disney Treasures Mickey Mouse in Black and White』に収録された。2023年7月7日には、Disney+でも配信された。
日本では、2012年9月5日にブエナ・ビスタ・ホーム・エンターテイメントよりリリースされた『シリー・シンフォニー 限定保存版』に収録された。

### ビデオゲーム
2012年のビデオゲーム『ディズニー エピックミッキー2:二つの力』では、アンロック可能な短編として登場した。